# Операция «Белликоз»
Операция «Белликоз» (англ. Operation Bellicose) — налёт бомбардировщиков Avro Lancaster Королевских ВВС на немецкий завод по производству  радаров во Фридрихсхафене и итальянскую военно-морскую базу в Ла Специи.  
Бомбардировщики повредили завод по производству радаров и уничтожили линию по производству ракет V-2, о размещении которой на заводе Zeppelin Works, не было известно заранее. Таким образом налёт случайно стал первым авиаударом союзников по немецкой программе Оружие возмездия. Ни один «Ланкастер» не был потерян; после нанесения удара самолёты продолжили свой путь на базу ВВС США в Мезон-Бланш, Алжир. 23–24 июня восемь из первоначальных шестидесяти «Ланкастеров» остались в Алжире для ремонта, а оставшиеся 52 бомбили итальянскую военно-морскую базу в Специи, повредив нефтебазу и склад боеприпасов, а затем вернулись в Великобританию, снова без потерь.